# Zweiflingen
Zweiflingen är en kommun och ort i Hohenlohekreis i regionen Heilbronn-Franken i Regierungsbezirk Stuttgart i förbundslandet Baden-Württemberg i Tyskland.
Staden ingår i kommunalförbundet Öhringen tillsammans med staden Öhringen och kommunen Pfedelbach.